# سيفمينوكس
سيفمينوكس Cefminox هو INN الزمرة الدوائية عبارة عن مضاد حيوي من الجيل الثاني للسيفالوسبورينات.

## الطيف
سيفمينوكس هو مضاد حيوي واسع الطيف، مبيد للجراثيم من السيفالوسبورينات . وهو فعال وخاصة ضد البكتيريا سالبة الجرام واللاهوائية. وفيما يلي البيانات تمثل MIC لبضع الكائنات الحية الدقيقة الهامة طبيا.
- المطثية العسيرة : 2-4 ميكروغرام / مل
- الإشريكية القولونية :،125-16 ميكروغرام / مل
- الزائفة الزنجارية : 256 ميكروغرام / مل

## الحالة القانونية
يعطى بموجب وصفة طبية فقط.

## طرق الإعطاء
يعطى طبياً عن طريق حقن وريدي، حقن عضلي.